# Wilhelm Steinkopf
Georg Wilhelm Steinkopf (Staßfurt, 28 de junio de 1879 - Stuttgart, 12 de marzo de 1949) fue un químico alemán, conocido por su trabajo en la producción de gas mostaza durante la I Guerra Mundial.

## Biografía
Georg Wilhelm Steinkopf nació en Staßfurt, localidad situada en la provincia prusiana de Sajonia, que formaba parte del Imperio Alemán en aquella época. Sus padres fueron Gustav Friedrich Steinkopf, un comerciante, y Elise Steinkopf (nacida Heine).
En 1898, comenzó sus estudios de química y física en la Universidad de Heidelberg. Al año siguiente, se trasladó a la Escuela Técnica Superior de Karlsruhe (actual Instituto Tecnológico de Karlsruhe), donde finalizó sus estudios obteniendo el grado de ingeniero (Diplomingenieur) en 1905. Durante su estancia en Karlsruhe, cononció a los que serían sus futuros compañeros de trabajo, los químicos Fritz Haber y Roland Scholl. Tras doctorarse en ciencias y obtener la habilitación como profesor universitario en 1909, trabajó como profesor asociado en la Escuela Técnica Superior de Karlsruhe hasta 1914, año en que se presentó como voluntario para prestar servicios durante la I Guerra Mundial.
En 1916, Fritz Haber, que en ese momento era el director del Instituto Kaiser Wilhelm de Química Física y Electroquímica (KWIPC) en Berlín, invitó a Steinkopf a unirse al instituto como jefe de un grupo dedicado a la investigación de armas químicas. Junto con el ingeniero químico Wilhelm Lommel, Steinkopf desarrolló un método para la producción a gran escala de sulfuro de bis(2-cloroetilo), comúnmente conocido como gas mostaza. Las fuerzas armadas alemanas utilizaron el acrónimo LOST (LOmmel-STeinkopf) para referirse al gas mostaza.
El trabajo de Steinkopf sobre el gas mostaza y otras sustancias relacionadas tuvo un impacto negativo en su salud, lo que le llevó a pedir el traslado a otro departamento del Instituto en el que trabajaba en 1917. En esta nueva posición, Steinkopf se dedicó a la supervisión de la producción del gas empleado en las armas químicas.
Aunque Fritz Haber quería que Steinkopf permaneciera en Berlín, éste se mudó a Dresde tras el fin de la I Guerra Mundial. En esta ciudad, sucedió a Reinhold von Walther como profesor asociado de química orgánica en la Universidad Técnica de Dresde. Steinkopf ocupó este puesto desde 1919 hasta su jubilación. Sus investigaciones se centraron en los compuestos orgánicos de arsénico, los derivados del tiofeno y el estudio de la formación del petróleo.
En 1924, Steinkopf se convirtió en miembro del Consejo Asesor Heereswaffenamt (Beirat des Heereswaffenamts), la agencia alemana para el desarrollo y producción de armas, munición y equipamiento militar. Trabajando bajo la máxima confidencialidad, la mayoría de amigos y compañeros de Steinkopf en Dresde desconocían que el químico desarrollaba esta actividad.
En 1933, tras la llegada al poder del nacionalsocialismo en Alemania, el ministro de Defensa del Reich, Werner von Blomberg pidió al Ministerio de Educación sajón que se mostrara un mayor reconocimiento hacia el trabajo de Steinkopf durante la I Guerra Mundial. En 1935, Steinkopf fue nombrado profesor titular y continuó trabajando en la Universidad Técnica de Dresde hasta su jubilación en 1940.
El deterioro de la salud de Steinkopg como consecuencia de sus trabajos con el gas mostaza, propició su fallecimiento el día 12 de marzo de 1949, en Stuttgart.
Además de su trabajo científico, Steinkopf dejó una significativa producción literaria que incluye poemas, novelas cortas y novelas.

## Obras notables
Obras científicas
- Houben, Heinrich.  Georg Thieme Verlag, ed. Methoden der organischen Chemie (en alemán) (2ª edición). Leipzig. Steinkopf fue coautor de este libro.
- Steinkopf, Wilhelm (1941).  Verlag Theodor Steinkopff, ed. Die Chemie des Thiophens (en alemán). Dresde/Leipzig.

Obras de ficción
- Steinkopf, Wilhelm (1924).  Badenia Verlag, ed. Berglieder (en alemán). Karlsruhe.
- Steinkopf, Wilhelm (1925).  M. Warneck, ed. Ingeborg von der Linde (en alemán). Berlín.
- Steinkopf, Wilhelm (1928).  M. Warneck, ed. Die zur Höhe wandern (en alemán). Berlín.
- Steinkopf, Wilhelm (1930).  M. Warneck, ed. Der Riedershofbauer (en alemán). Berlín.
- Steinkopf, Wilhelm (1938).  Wodni & Lindecke, ed. Eckberg der Flieger (en alemán). Dresde.

Otras obras
- Steinkopf, Wilhelm (1932).  M. Warneck, ed. Vom wunderbaren und sonderbaren Sterben meiner liebsten Frau (en alemán). Dresde.